# والنات گراو، شهرستان پاپ، آرکانزاس
والنات گراو (به انگلیسی: Walnut Grove) یک منطقهٔ مسکونی در ایالات متحده آمریکا است که در شهرستان پوپ، آرکانزاس واقع شده‌است. والنات گراو ۲۱۵ متر بالاتر از سطح دریا واقع شده‌است.